# リサ・レイモンド
リサ・レイモンド（Lisa Raymond、1973年8月10日 - ）は、アメリカ合衆国・ペンシルベニア州ノリスタウン出身の女子プロテニス選手。
長年にわたり、ダブルスの名手として活躍してきた。WTAツアーでシングルス4勝、ダブルス79勝を獲得し、4大大会では女子ダブルス6勝、混合ダブルス5勝を挙げた。自己最高ランキングはシングルス15位、ダブルス1位。
身長165cm、体重55kgで、女子テニス選手としては小柄な体格の選手である。

## 来歴
1993年5月にプロ入り。レイモンドはこの年、ウィンブルドン女子シングルス3回戦で沢松奈生子を 7-5, 6-2 で破り、続く4回戦でレイモンドは当時17歳の第7シード、ジェニファー・カプリアティに 6-4, 3-6, 6-8 の逆転で競り負けた。当時のレイモンドは、フロリダ州立大学で法学を勉強中の学生プロテニス選手であった。それ以来、レイモンドは4大大会のシングルスで安定した成績を維持してきた。1993年ウィンブルドンから2006年全米オープンまで、レイモンドが女子シングルスを欠場したのは1995年全仏オープンだけであった。

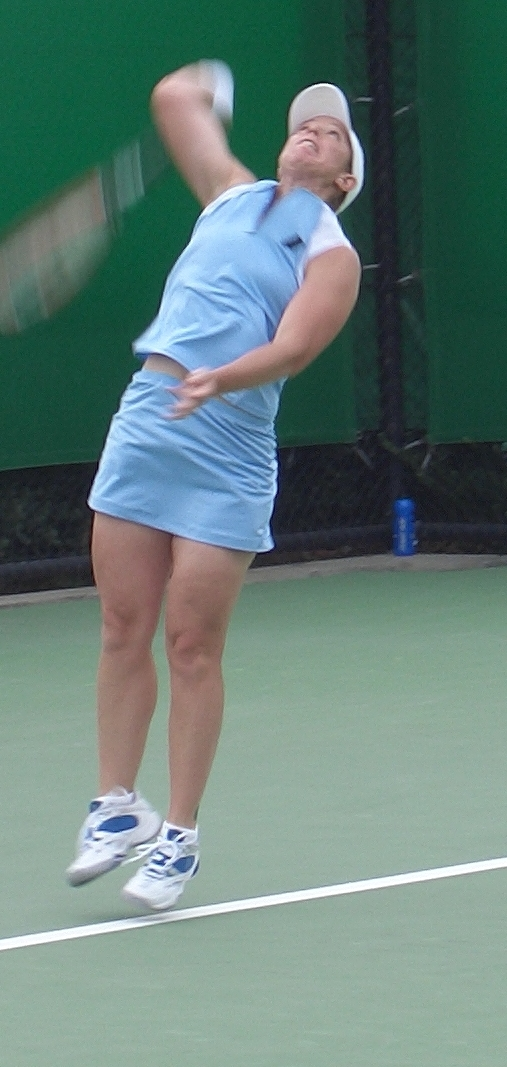
リサ・レイモンドのサービス

シングルスでの自己最高成績は、2000年ウィンブルドンと2004年全豪オープンで2度ベスト8進出がある。ごく最近のシングルス好成績であった2004年の全豪オープンでは、3回戦で長期の故障から復帰してきたビーナス・ウィリアムズを破って注目を集めたが、準々決勝でスイスのパティ・シュナイダーに 6-7, 3-6 で敗れた。（女子ダブルスの「キャリア・グランドスラム」を完成させた2006年全仏オープンでは、シングルスは1回戦で第12シードのマルチナ・ヒンギスに敗れている。）
リサ・レイモンドはダブルスの名手として多くのタイトルを獲得してきたが、長年にわたって息を合わせてきたパートナーはオーストラリアのレネ・スタブスであった。レイモンドのダブルス初優勝は、1993年9月第4週に日本の「ニチレイ・レディース」で同じアメリカのチャンダ・ルビンと組んだ勝利である。1996年からレイモンドはレネ・スタブスとのペアで優勝が増え、ダブルスの達人としての道を歩み始める。1993年のニチレイ・レディースから始まり、毎年2月に東京体育館で行われる「東レ パン・パシフィック・オープン・テニストーナメント」のダブルスでも2001年・2002年・2006年・2007年・2011年の5度優勝がある。レイモンドとスタブスは、ダブルスでパートナーを組んでいた間、私生活でもレズビアン関係にあった（後にスタブスが明らかにした）。
他のダブルス・パートナーではリンゼイ・ダベンポートとペアを組んだ優勝も多く、ダブルスで現役復帰したベテランのマルチナ・ナブラチロワと組んだ優勝も2つある。ナブラチロワとレイモンドは、2004年アテネ五輪のアメリカ代表選手としてペアを組んだこともあった。
2005年から2008年まで、レイモンドは大半のトーナメントでオーストラリアのサマンサ・ストーサーとペアを組んだ。レイモンドとストーサーの組は同年の全米オープン女子ダブルスで初優勝を飾り、2006年の全豪オープン女子ダブルスでは中国ペアの鄭潔&晏紫組に敗れて準優勝になったが、全仏オープン女子ダブルス決勝で杉山愛とダニエラ・ハンチュコバの組を 6-3, 6-2 で破って優勝した。レイモンドにとっては、これで女子ダブルスの「キャリア・グランドスラム」が完成したことになる。
2009年は、クベタ・ペシュケと組み2010年は再びレネ・スタブスと組んだ。2011年は3月まではユリア・ゲルゲスと組んだが4月からはリーゼル・フーバーと組むようになる。2011年全米オープンでは決勝に進出し、バニア・キング&ヤロスラワ・シュウェドワ組を 4-6, 7-6(5), 7-6(3) で破って優勝し4大大会女子ダブルス6勝目を挙げた。2012年4月にはフーバーと並んでダブルスランキング1位に返り咲いた。38歳での1位復帰はシングルス、ダブルスを通して最年長である。
2012年ウィンブルドン選手権混合ダブルスではマイク・ブライアンと組んだ混合ダブルスで決勝に進出。リーンダー・パエス&エレーナ・ベスニナ組を 6–3, 5–7, 6–4 で破り優勝した。ロンドン五輪にも出場しリーゼル・フーバーと組んだ女子ダブルスでは準決勝でチェコのアンドレア・フラバーチコバ&ルーシー・ハラデツカ組に敗れた後の「銅メダル決定戦」でロシアのナディア・ペトロワ&マリア・キリレンコ組に 6-4, 4-6, 1-6 で敗れたが、マイク・ブライアンと組んだ混合ダブルスでは準決勝でベラルーシのマックス・ミルヌイ&ビクトリア・アザレンカ組に敗れた後の「銅メダル決定戦」でドイツのクリストファー・カス&ザビーネ・リシキ組に 6-3, 4-6, [10-4] で勝利し、銅メダルを獲得した。
レイモンドは2007年2月のメンフィス大会を最後に、女子ツアー大会のシングルスから撤退し、2015年までダブルス専門で活動した。

## WTAツアー決勝進出結果

### シングルス: 12回 (4勝8敗)
| 大会グレード         |
| -------------------- |
| グランドスラム (0–0) |
| ティア I (0–0)       |
| ティア II (0–3)      |
| ティア III (4–4)     |
| ティア IV & V (0–1)  |

| 結果   | No. | 決勝日         | 大会                 | サーフェス        | 対戦相手                         | スコア           |
| ------ | --- | -------------- | -------------------- | ----------------- | -------------------------------- | ---------------- |
| 準優勝 | 1.  | 1994年5月22日  | ルツェルン           | クレー            | リンゼイ・ダベンポート           | 6–7(3), 4–6      |
| 準優勝 | 2.  | 1995年2月12日  | シカゴ               | カーペット (室内) | マグダレナ・マレーバ             | 5–7, 6–7(2)      |
| 準優勝 | 3.  | 1995年8月6日   | サンディエゴ         | ハード            | コンチタ・マルティネス           | 2–6, 0–6         |
| 優勝   | 1.  | 1996年10月27日 | ケベックシティ       | ハード (室内)     | エルス・カレンズ                 | 6–4, 6–4         |
| 準優勝 | 4.  | 1997年2月23日  | オクラホマシティ     | ハード (室内)     | リンゼイ・ダベンポート           | 4–6, 2–6         |
| 準優勝 | 5.  | 1997年10月12日 | フィルダーシュタット | ハード (室内)     | マルチナ・ヒンギス               | 4–6, 2–6         |
| 優勝   | 2.  | 2000年6月18日  | バーミンガム         | 芝                | タマリネ・タナスガーン           | 6–2, 6–7(7), 6–4 |
| 準優勝 | 6.  | 2001年10月28日 | ルクセンブルク       | ハード (室内)     | キム・クライシュテルス           | 2–6, 2–6         |
| 優勝   | 3.  | 2002年2月23日  | メンフィス           | ハード (室内)     | アレクサンドラ・スティーブンソン | 4–6, 6–3, 7–6(9) |
| 準優勝 | 7.  | 2002年9月15日  | ワイコロア           | ハード            | カーラ・ブラック                 | 6–7(1), 4–6      |
| 優勝   | 4.  | 2003年2月22日  | メンフィス           | ハード (室内)     | アマンダ・クッツァー             | 6–3, 6–2         |
| 準優勝 | 8.  | 2004年2月21日  | メンフィス           | ハード (室内)     | ベラ・ズボナレワ                 | 6–4, 4–6, 5–7    |

### ダブルス: 122回 (79勝43敗)
| 大会グレード          | 大会グレード                 |
| 2008年以前            | 2009年以後                   |
| --------------------- | ---------------------------- |
| グランドスラム (6-7)  |                              |
| WTAファイナルズ (4–0) |                              |
| ティア I (20–9)       | プレミア・マンダトリー (1-3) |
| ティア I (20–9)       | プレミア5 (3-1)              |
| ティア II (31–11)     | プレミア (4–6)               |
| ティア III (8-3)      | インターナショナル (2-3)     |
| ティア IV ＆ V (0–0)  | インターナショナル (2-3)     |

| 結果   | No. | 決勝日         | 大会                 | サーフェス        | パートナー                       | 対戦相手                                                            | スコア              |
| ------ | --- | -------------- | -------------------- | ----------------- | -------------------------------- | ------------------------------------------------------------------- | ------------------- |
| 優勝   | 1.  | 1993年9月26日  | 東京                 | ハード            | チャンダ・ルビン                 | アマンダ・クッツァー リンダ・ワイルド                               | 6–4, 6–1            |
| 優勝   | 2.  | 1994年2月27日  | インディアンウェルズ | ハード            | リンゼイ・ダベンポート           | マノン・ボーラグラフ ヘレナ・スコバ                                 | 6–2, 6–4            |
| 準優勝 | 1.  | 1994年6月5日   | 全仏オープン         | クレー            | リンゼイ・ダベンポート           | ジジ・フェルナンデス ナターシャ・ズベレワ                           | 2–6, 2–6            |
| 準優勝 | 2.  | 1994年8月14日  | ロサンゼルス         | ハード            | ヤナ・ノボトナ                   | ジュリー・アラール ナタリー・トージア                               | 1–6, 6–0, 1–6       |
| 優勝   | 3.  | 1995年3月5日   | インディアンウェルズ | ハード            | リンゼイ・ダベンポート           | アランチャ・サンチェス・ビカリオ ラリサ・ネーランド                 | 2–6, 6–4, 6–3       |
| 準優勝 | 3.  | 1995年11月5日  | ケベックシティ       | ハード (室内)     | レネ・スタブス                   | ニコル・アレント マノン・ボーラグラフ                               | 7–6(6), 4–6, 6–2    |
| 優勝   | 4.  | 1996年11月3日  | シカゴ               | カーペット (室内) | レネ・スタブス                   | Angela Lettiere 宮城ナナ                                            | 6–1, 6–1            |
| 優勝   | 5.  | 1996年11月17日 | フィラデルフィア     | カーペット (室内) | レネ・スタブス                   | ニコル・アレント ロリ・マクニール                                   | 6–4, 3–6, 6–3       |
| 準優勝 | 4.  | 1997年1月26日  | 全豪オープン         | ハード            | リンゼイ・ダベンポート           | マルチナ・ヒンギス ナターシャ・ズベレワ                             | 2–6, 2–6            |
| 準優勝 | 5.  | 1997年3月16日  | インディアンウェルズ | ハード            | ナタリー・トージア               | リンゼイ・ダベンポート ナターシャ・ズベレワ                         | 3–6, 2–6            |
| 準優勝 | 6.  | 1997年6月8日   | 全仏オープン         | クレー            | メアリー・ジョー・フェルナンデス | ジジ・フェルナンデス ナターシャ・ズベレワ                           | 2–6, 3–6            |
| 優勝   | 6.  | 1997年10月26日 | ケベックシティ       | ハード (室内)     | レネ・スタブス                   | アレクサンドラ・フセ ナタリー・トージア                             | 6–4, 5–7, 7–5       |
| 優勝   | 7.  | 1997年11月16日 | フィラデルフィア     | カーペット (室内) | レネ・スタブス                   | リンゼイ・ダベンポート ヤナ・ノボトナ                               | 6–3, 7–5            |
| 優勝   | 8.  | 1998年2月22日  | ハノーファー         | カーペット (室内) | レネ・スタブス                   | エレーナ・リホフツェワ カロリネ・ビス                               | 6–1, 6–7(4), 6–3    |
| 準優勝 | 7.  | 1998年4月5日   | ヒルトン・ヘッド     | クレー            | レネ・スタブス                   | コンチタ・マルティネス パトリシア・タラビーニ                       | 6–3, 4–6, 4–6       |
| 準優勝 | 8.  | 1998年6月14日  | バーミンガム         | 芝                | レネ・スタブス                   | エルス・カレンズ ジュリー・アラール＝デキュジス                     | 6–2, 4–6, 4–6       |
| 優勝   | 9.  | 1998年8月14日  | ボストン             | ハード            | レネ・スタブス                   | マリアン・デ・スウォート メアリー・ジョー・フェルナンデス           | 6–4, 6–4            |
| 準優勝 | 9.  | 1998年10月25日 | モスクワ             | カーペット (室内) | レネ・スタブス                   | マリー・ピエルス ナターシャ・ズベレワ                               | 6–3, 6–4            |
| 優勝   | 10. | 1999年2月28日  | オクラホマシティ     | ハード (室内)     | レネ・スタブス                   | アマンダ・クッツァー ジェシカ・ステック                             | 6–3, 6–4            |
| 準優勝 | 10. | 1999年4月11日  | アメリアアイランド   | クレー            | レネ・スタブス                   | コンチタ・マルティネス パトリシア・タラビーニ                       | 5–7, 6–0, 4–6       |
| 準優勝 | 11. | 1999年8月15日  | ロサンゼルス         | ハード            | レネ・スタブス                   | アランチャ・サンチェス・ビカリオ ラリサ・ネーランド                 | 2–6, 7–6(5), 0–6    |
| 優勝   | 11. | 1999年8月29日  | ニューヘイブン       | ハード            | レネ・スタブス                   | エレーナ・リホフツェワ ヤナ・ノボトナ                               | 7–6(1), 6–2         |
| 優勝   | 12. | 1999年10月17日 | チューリッヒ         | カーペット (室内) | レネ・スタブス                   | ナタリー・トージア ナターシャ・ズベレワ                             | 6–2, 6–2            |
| 優勝   | 13. | 1999年10月24日 | モスクワ             | カーペット (室内) | レネ・スタブス                   | ジュリー・アラール＝デキュジス アンケ・フーバー                     | 6–1, 6–0            |
| 優勝   | 14. | 1999年11月14日 | フィラデルフィア     | カーペット (室内) | レネ・スタブス                   | チャンダ・ルビン サンドリーヌ・テスチュ                             | 6–1, 7–6(2)         |
| 優勝   | 15. | 2000年1月30日  | 全豪オープン         | ハード            | レネ・スタブス                   | マルチナ・ヒンギス マリー・ピエルス                                 | 6–4, 5–7, 6–4       |
| 優勝   | 16. | 2000年5月21日  | ローマ               | クレー            | レネ・スタブス                   | アランチャ・サンチェス・ビカリオ マギ・セルナ                       | 6–3, 4–6, 6–2       |
| 優勝   | 17. | 2000年5月28日  | マドリード           | クレー            | レネ・スタブス                   | ガラ・レオン・ガルシア マリア・サンチェス・ロレッツォ               | 6–1, 6–3            |
| 準優勝 | 12. | 2000年6月25日  | イーストボーン       | 芝                | レネ・スタブス                   | 杉山愛 ナタリー・トージア                                           | 6–2, 3–6, 6–7(3)    |
| 優勝   | 18. | 2000年8月6日   | サンディエゴ         | ハード            | レネ・スタブス                   | リンゼイ・ダベンポート アンナ・クルニコワ                           | 4–6, 6–3, 7–6(6)    |
| 準優勝 | 13. | 2000年11月12日 | フィラデルフィア     | カーペット (室内) | レネ・スタブス                   | マルチナ・ヒンギス アンナ・クルニコワ                               | 2–6, 5–7            |
| 準優勝 | 14. | 2001年1月14日  | シドニー             | ハード            | レネ・スタブス                   | アンナ・クルニコワ バルバラ・シェット                               | 2–6, 5–7            |
| 優勝   | 19. | 2001年2月4日   | 東京                 | カーペット (室内) | レネ・スタブス                   | アンナ・クルニコワ イロダ・ツルヤガノワ                             | 7–6(5), 2–6, 7–6(6) |
| 優勝   | 20. | 2001年3月4日   | スコッツデール       | ハード            | レネ・スタブス                   | キム・クライシュテルス メガン・ショーネシー                         | 不戦勝              |
| 準優勝 | 15. | 2001年4月1日   | マイアミ             | ハード            | レネ・スタブス                   | アランチャ・サンチェス・ビカリオ ナタリー・トージア                 | 0–6, 4–6            |
| 優勝   | 21. | 2001年4月22日  | チャールストン       | クレー            | レネ・スタブス                   | ビルヒニア・ルアノ・パスクアル パオラ・スアレス                     | 5–7, 7–6(5), 6–3    |
| 準優勝 | 16. | 2001年5月26日  | マドリード           | クレー            | レネ・スタブス                   | ビルヒニア・ルアノ・パスクアル パオラ・スアレス                     | 5–7, 6–2, 6–7(4)    |
| 優勝   | 22. | 2001年6月23日  | イーストボーン       | 芝                | レネ・スタブス                   | カーラ・ブラック エレーナ・リホフツェワ                             | 6–2, 6–2            |
| 優勝   | 23. | 2001年7月8日   | ウィンブルドン       | 芝                | レネ・スタブス                   | キム・クライシュテルス 杉山愛                                       | 6–4, 6–3            |
| 優勝   | 24. | 2001年9月9日   | 全米オープン         | ハード            | レネ・スタブス                   | キンバリー・ポー ナタリー・トージア                                 | 6–2, 5–7, 7–5       |
| 優勝   | 25. | 2001年10月14日 | フィルダーシュタット | ハード (室内)     | リンゼイ・ダベンポート           | ジュスティーヌ・エナン メガン・ショーネシー                         | 6–4, 6–7(4), 7–5    |
| 優勝   | 26. | 2001年10月21日 | チューリッヒ         | ハード (室内)     | リンゼイ・ダベンポート           | サンドリーヌ・テスチュ ロベルタ・ビンチ                             | 6–3, 2–6, 6–2       |
| 優勝   | 27. | 2001年11月4日  | ミュンヘン           | ハード (室内)     | レネ・スタブス                   | カーラ・ブラック エレーナ・リホフツェワ                             | 7-5, 3-6, 6-3       |
| 優勝   | 28. | 2002年1月13日  | シドニー             | ハード            | レネ・スタブス                   | マルチナ・ヒンギス アンナ・クルニコワ                               | 不戦勝              |
| 優勝   | 29. | 2002年2月3日   | 東京                 | カーペット (室内) | レネ・スタブス                   | エルス・カレンズ ロベルタ・ビンチ                                   | 6–1, 6–1            |
| 優勝   | 30. | 2002年3月3日   | スコッツデール       | ハード            | レネ・スタブス                   | カーラ・ブラック エレーナ・リホフツェワ                             | 6–3, 5–7, 7–6(4)    |
| 優勝   | 31. | 2002年3月16日  | インディアンウェルズ | ハード            | レネ・スタブス                   | エレーナ・デメンチェワ ヤネッテ・フサロバ                           | 7–5, 6–0            |
| 優勝   | 32. | 2002年4月1日   | マイアミ             | ハード            | レネ・スタブス                   | ビルヒニア・ルアノ・パスクアル パオラ・スアレス                     | 7–6(4), 6–7(4), 6–3 |
| 優勝   | 33. | 2002年4月21日  | チャールストン       | クレー            | レネ・スタブス                   | アレクサンドラ・フセ カロリネ・ビス                                 | 6–4, 3–6, 7–6(4)    |
| 準優勝 | 17. | 2002年6月9日   | 全仏オープン         | クレー            | レネ・スタブス                   | ビルヒニア・ルアノ・パスクアル パオラ・スアレス                     | 4–6, 2–6            |
| 優勝   | 34. | 2002年6月22日  | イーストボーン       | 芝                | レネ・スタブス                   | カーラ・ブラック エレーナ・リホフツェワ                             | 6–7(5), 7–6(6), 6–2 |
| 優勝   | 35. | 2002年7月28日  | スタンフォード       | ハード            | レネ・スタブス                   | ヤネッテ・フサロバ コンチタ・マルティネス                           | 6–1, 6–1            |
| 優勝   | 36. | 2002年10月13日 | フィルダーシュタット | ハード (室内)     | リンゼイ・ダベンポート           | パオラ・スアレス メガン・ショーネシー                               | 6–2, 6–4            |
| 準優勝 | 18. | 2003年2月3日   | 東京                 | カーペット (室内) | リンゼイ・ダベンポート           | エレーナ・ボビナ レネ・スタブス                                     | 3–6, 4–6            |
| 準優勝 | 19. | 2003年3月2日   | スコッツデール       | ハード            | リンゼイ・ダベンポート           | キム・クライシュテルス 杉山愛                                       | 1–6, 4–6            |
| 優勝   | 37. | 2003年3月15日  | インディアンウェルズ | ハード            | リンゼイ・ダベンポート           | キム・クライシュテルス 杉山愛                                       | 3–6, 6–4, 6–1       |
| 優勝   | 38. | 2003年4月20日  | アメリアアイランド   | クレー            | リンゼイ・ダベンポート           | ビルヒニア・ルアノ・パスクアル パオラ・スアレス                     | 7–5, 6–2            |
| 優勝   | 39. | 2003年6月21日  | イーストボーン       | 芝                | リンゼイ・ダベンポート           | ジェニファー・カプリアティ マギ・セルナ                             | 6–3, 6–2            |
| 優勝   | 40. | 2003年7月27日  | スタンフォード       | ハード            | カーラ・ブラック                 | 趙倫貞 フランチェスカ・スキアボーネ                                 | 7–6(5), 6–1         |
| 準優勝 | 20. | 2003年8月3日   | サンディエゴ         | ハード            | リンゼイ・ダベンポート           | キム・クライシュテルス 杉山愛                                       | 4–6, 5–7            |
| 優勝   | 41. | 2003年10月12日 | フィルダーシュタット | ハード (室内)     | レネ・スタブス                   | カーラ・ブラック マルチナ・ナブラチロワ                             | 6–2, 6–4            |
| 優勝   | 42. | 2003年11月2日  | フィラデルフィア     | ハード (室内)     | マルチナ・ナブラチロワ           | カーラ・ブラック レネ・スタブス                                     | 6–3, 6–4            |
| 準優勝 | 21. | 2004年4月18日  | チャールストン       | クレー            | マルチナ・ナブラチロワ           | ビルヒニア・ルアノ・パスクアル パオラ・スアレス                     | 4–6, 1–6            |
| 優勝   | 43. | 2004年5月22日  | ウィーン             | クレー            | マルチナ・ナブラチロワ           | カーラ・ブラック レネ・スタブス                                     | 6–2, 7–5            |
| 準優勝 | 22. | 2004年8月28日  | ニューヘイブン       | ハード            | マルチナ・ナブラチロワ           | ナディア・ペトロワ メガン・ショーネシー                             | 1–6, 6–2, 6–7(4)    |
| 優勝   | 44. | 2004年11月7日  | フィラデルフィア     | ハード (室内)     | アリシア・モリク                 | リーゼル・フーバー コリーナ・モラリュー                             | 7–5, 6–4            |
| 準優勝 | 23. | 2005年4月2日   | マイアミ             | ハード            | レネ・スタブス                   | スベトラーナ・クズネツォワ アリシア・モリク                         | 5–7, 7–6(5), 2–6    |
| 優勝   | 45. | 2005年6月18日  | イーストボーン       | 芝                | レネ・スタブス                   | エレーナ・リホフツェワ ベラ・ズボナレワ                             | 6–3, 7–5            |
| 優勝   | 46. | 2005年8月27日  | ニューヘイブン       | ハード            | サマンサ・ストーサー             | ヒセラ・ドゥルコ マリア・キリレンコ                                 | 6–2, 6–7(6), 6–1    |
| 優勝   | 47. | 2005年9月10日  | 全米オープン         | ハード            | サマンサ・ストーサー             | エレーナ・デメンチェワ フラビア・ペンネッタ                         | 6–2, 5–7, 6–3       |
| 優勝   | 48. | 2005年10月2日  | ルクセンブルク       | ハード (室内)     | サマンサ・ストーサー             | カーラ・ブラック レネ・スタブス                                     | 7–5, 6–1            |
| 優勝   | 49. | 2005年10月16日 | モスクワ             | カーペット (室内) | サマンサ・ストーサー             | カーラ・ブラック レネ・スタブス                                     | 6–2, 6–4            |
| 準優勝 | 24. | 2005年11月6日  | フィラデルフィア     | ハード (室内)     | サマンサ・ストーサー             | カーラ・ブラック レネ・スタブス                                     | 4–6, 6–7(4)         |
| 優勝   | 50. | 2005年11月13日 | ロサンゼルス         | ハード (室内)     | サマンサ・ストーサー             | カーラ・ブラック レネ・スタブス                                     | 6–7, 7–5, 6–4       |
| 準優勝 | 25. | 2006年1月27日  | 全豪オープン         | ハード            | サマンサ・ストーサー             | 晏紫 鄭潔                                                           | 6–2, 6–7(7), 3–6    |
| 優勝   | 51. | 2006年2月5日   | 東京                 | カーペット (室内) | サマンサ・ストーサー             | カーラ・ブラック レネ・スタブス                                     | 6–2, 6–1            |
| 優勝   | 52. | 2006年2月25日  | メンフィス           | ハード (室内)     | サマンサ・ストーサー             | ビクトリア・アザレンカ キャロライン・ウォズニアッキ                 | 7–6(2), 6–3         |
| 優勝   | 53. | 2006年3月18日  | インディアンウェルズ | ハード            | サマンサ・ストーサー             | ビルヒニア・ルアノ・パスクアル メガン・ショーネシー                 | 6–2, 7–5            |
| 優勝   | 54. | 2006年4月1日   | マイアミ             | ハード            | サマンサ・ストーサー             | リーゼル・フーバー マルチナ・ナブラチロワ                           | 6–4, 7–5            |
| 優勝   | 55. | 2006年4月16日  | チャールストン       | クレー            | サマンサ・ストーサー             | ビルヒニア・ルアノ・パスクアル メガン・ショーネシー                 | 3–6, 6–1, 6–1       |
| 優勝   | 56. | 2006年6月10日  | 全仏オープン         | クレー            | サマンサ・ストーサー             | ダニエラ・ハンチュコバ 杉山愛                                       | 6–3, 6–2            |
| 準優勝 | 26. | 2006年8月26日  | ニューヘイブン       | ハード            | サマンサ・ストーサー             | 晏紫 鄭潔                                                           | 4–6, 2–6            |
| 優勝   | 57. | 2006年10月8日  | シュトゥットガルト   | ハード (室内)     | サマンサ・ストーサー             | カーラ・ブラック レネ・スタブス                                     | 6–3, 6–4            |
| 優勝   | 58. | 2006年10月29日 | リンツ               | ハード (室内)     | サマンサ・ストーサー             | コリーナ・モラリュー カタリナ・スレボトニク                         | 6–3, 6–0            |
| 優勝   | 59. | 2006年11月5日  | ハッセルト           | ハード (室内)     | サマンサ・ストーサー             | エレニ・ダニリドゥ ジャスミン・ヴェール                             | 6–2, 6–3            |
| 優勝   | 60. | 2006年11月12日 | マドリード           | ハード (室内)     | サマンサ・ストーサー             | カーラ・ブラック レネ・スタブス                                     | 3–6, 6–3, 6–3       |
| 優勝   | 61. | 2007年2月4日   | 東京                 | カーペット (室内) | サマンサ・ストーサー             | バニア・キング レネ・スタブス                                       | 7–6(6), 3–6, 7–5    |
| 優勝   | 62. | 2007年3月17日  | インディアンウェルズ | ハード            | サマンサ・ストーサー             | 詹詠然 荘佳容                                                       | 6–3, 7–5            |
| 優勝   | 63. | 2007年4月3日   | マイアミ             | ハード            | サマンサ・ストーサー             | カーラ・ブラック リーゼル・フーバー                                 | 6–4, 3–6, [10–2]    |
| 優勝   | 64. | 2007年5月7日   | ベルリン             | クレー            | サマンサ・ストーサー             | タチアナ・ガルビン ロベルタ・ビンチ                                 | 6–3, 6–4            |
| 優勝   | 65. | 2007年6月23日  | イーストボーン       | 芝                | サマンサ・ストーサー             | クベタ・ペシュケ レネ・スタブス                                     | 6–7(5), 6–4, 6–3    |
| 準優勝 | 27. | 2007年10月21日 | チューリッヒ         | ハード (室内)     | フランチェスカ・スキアボーネ     | クベタ・ペシュケ レネ・スタブス                                     | 5–7, 6–7(1)         |
| 優勝   | 66. | 2008年3月1日   | メンフィス           | ハード (室内)     | リンゼイ・ダベンポート           | アンジェラ・ヘインズ マショーナ・ワシントン                         | 6–3, 6–1            |
| 準優勝 | 28. | 2008年7月5日   | ウィンブルドン       | 芝                | サマンサ・ストーサー             | セリーナ・ウィリアムズ ビーナス・ウィリアムズ                       | 2–6, 2–6            |
| 優勝   | 67. | 2008年8月23日  | ニューヘイブン       | ハード            | クベタ・ペシュケ                 | ソラナ・チルステア モニカ・ニクレスク                               | 4–6, 7–5, [10–7]    |
| 準優勝 | 29. | 2008年9月7日   | 全米オープン         | ハード            | サマンサ・ストーサー             | カーラ・ブラック リーゼル・フーバー                                 | 3–6, 6–7(6)         |
| 準優勝 | 30. | 2008年9月21日  | 東京                 | ハード            | サマンサ・ストーサー             | バニア・キング ナディア・ペトロワ                                   | 1-6, 4-6            |
| 準優勝 | 31. | 2009年2月15日  | パリ                 | ハード (室内)     | クベタ・ペシュケ                 | カーラ・ブラック リーゼル・フーバー                                 | 4–6, 6–3, [4–10]    |
| 準優勝 | 32. | 2009年4月5日   | マイアミ             | ハード            | クベタ・ペシュケ                 | スベトラーナ・クズネツォワ アメリ・モレスモ                         | 6–4, 3–6, [3–10]    |
| 準優勝 | 33. | 2009年4月12日  | ポンテベドラビーチ   | クレー            | クベタ・ペシュケ                 | 荘佳容 サニア・ミルザ                                               | 3–6, 6–4, [7–10]    |
| 準優勝 | 34. | 2009年5月16日  | マドリード           | クレー            | クベタ・ペシュケ                 | カーラ・ブラック リーゼル・フーバー                                 | 6–4, 3–6, [6–10]    |
| 優勝   | 68. | 2009年10月18日 | 大阪                 | ハード            | 荘佳容                           | シャネル・シェパーズ アビゲイル・スピアーズ                         | 6–2, 6–4            |
| 優勝   | 69. | 2010年6月13日  | バーミンガム         | 芝                | カーラ・ブラック                 | リーゼル・フーバー ベサニー・マテック＝サンズ                       | 6–3, 3–2 途中棄権   |
| 優勝   | 70. | 2010年6月20日  | イーストボーン       | 芝                | レネ・スタブス                   | クベタ・ペシュケ カタリナ・スレボトニク                             | 6–2, 2–6, [13–11]   |
| 準優勝 | 35. | 2010年8月8日   | サンディエゴ         | ハード            | レネ・スタブス                   | マリア・キリレンコ 鄭潔                                             | 4–6, 4–6            |
| 準優勝 | 36. | 2010年8月15日  | シンシナティ         | ハード            | レネ・スタブス                   | ビクトリア・アザレンカ マリア・キリレンコ                           | 6–7(4), 6–7(8)      |
| 準優勝 | 37. | 2011年6月18日  | イーストボーン       | 芝                | リーゼル・フーバー               | クベタ・ペシュケ カタリナ・スレボトニク                             | 3–6, 0–6            |
| 準優勝 | 38. | 2011年7月31日  | スタンフォード       | ハード            | リーゼル・フーバー               | ビクトリア・アザレンカ マリア・キリレンコ                           | 1–6, 3–6            |
| 優勝   | 71. | 2011年8月14日  | トロント             | ハード            | リーゼル・フーバー               | ビクトリア・アザレンカ マリア・キリレンコ                           | 不戦勝              |
| 優勝   | 72. | 2011年9月11日  | 全米オープン         | ハード            | リーゼル・フーバー               | バニア・キング ヤロスラワ・シュウェドワ                             | 4–6, 7–6(5), 7–6(3) |
| 優勝   | 73. | 2011年10月1日  | 東京                 | ハード            | リーゼル・フーバー               | ヒセラ・ドゥルコ フラビア・ペンネッタ                               | 7–6(4), 0–6, [10–6] |
| 優勝   | 74. | 2011年10月30日 | イスタンブール       | ハード (室内)     | リーゼル・フーバー               | クベタ・ペシュケ カタリナ・スレボトニク                             | 6–4, 6–4            |
| 準優勝 | 39. | 2012年1月13日  | シドニー             | ハード            | リーゼル・フーバー               | クベタ・ペシュケ カタリナ・スレボトニク                             | 1–6, 6–4, [11–13]   |
| 優勝   | 75. | 2012年2月12日  | パリ                 | ハード (室内)     | リーゼル・フーバー               | アンナ＝レナ・グローネフェルト ペトラ・マルティッチ                 | 7–6(3), 6–1         |
| 優勝   | 76. | 2012年2月19日  | ドーハ               | ハード            | リーゼル・フーバー               | ラケル・コップス＝ジョーンズ アビゲイル・スピアーズ                 | 6–3, 6–1            |
| 優勝   | 77. | 2012年2月25日  | ドバイ               | ハード            | リーゼル・フーバー               | サニア・ミルザ エレーナ・ベスニナ                                   | 6–2, 6–1            |
| 優勝   | 78. | 2012年3月17日  | インディアンウェルズ | ハード            | リーゼル・フーバー               | サニア・ミルザ エレーナ・ベスニナ                                   | 6–2, 6–3            |
| 準優勝 | 40. | 2012年6月17日  | バーミンガム         | 芝                | リーゼル・フーバー               | ティメア・バボシュ 謝淑薇                                           | 5–7, 7–6(2), [8–10] |
| 準優勝 | 41. | 2012年6月23日  | イーストボーン       | 芝                | リーゼル・フーバー               | ヌリア・リャゴステラ・ビベス マリア・ホセ・マルティネス・サンチェス | 4–6, 途中棄権       |
| 優勝   | 79. | 2012年8月25日  | ニューヘイブン       | ハード            | リーゼル・フーバー               | アンドレア・フラバーチコバ ルーシー・ハラデツカ                     | 4–6, 6–0, [10–4]    |
| 準優勝 | 42. | 2013年3月31日  | マイアミ             | ハード            | ローラ・ロブソン                 | ナディア・ペトロワ カタリナ・スレボトニク                           | 1–6, 6–7(2)         |
| 準優勝 | 43. | 2014年1月11日  | ホバート             | ハード            | 張帥                             | モニカ・ニクレスク クララ・ザコパロバ                               | 2–6, 7–6(5), [8–10] |

## 4大大会ダブルス優勝
- 全豪オープン 女子ダブルス：1勝（2000年）
- 全仏オープン 女子ダブルス：1勝（2006年）/混合ダブルス：1勝（2003年）
- ウィンブルドン 女子ダブルス：1勝（2001年）/混合ダブルス：2勝（1999年・2012年）
- 全米オープン 女子ダブルス：3勝（2001年・2005年・2011年）/混合ダブルス：2勝（1996年・2002年）

## 4大大会シングルス成績
略語の説明
| W | F | SF | QF | #R | RR | Q# | LQ | A | Z# | PO | G | S | B | NMS | P | NH |

W=優勝, F=準優勝, SF=ベスト4, QF=ベスト8, #R=#回戦敗退, RR=ラウンドロビン敗退, Q#=予選#回戦敗退, LQ=予選敗退, A=大会不参加, Z#=デビスカップ/BJKカップ地域ゾーン, PO=デビスカップ/BJKカッププレーオフ, G=オリンピック金メダル, S=オリンピック銀メダル, B=オリンピック銅メダル, NMS=マスターズシリーズから降格, P=開催延期, NH=開催なし.
| 大会           | 1989 | 1990 | 1991 | 1992 | 1993 | 1994 | 1995 | 1996 | 1997 | 1998 | 1999 | 2000 | 2001 | 2002 | 2003 | 2004 | 2005 | 2006 | 通算成績 |
| -------------- | ---- | ---- | ---- | ---- | ---- | ---- | ---- | ---- | ---- | ---- | ---- | ---- | ---- | ---- | ---- | ---- | ---- | ---- | -------- |
| 全豪オープン   | A    | A    | A    | A    | A    | 2R   | 3R   | 1R   | 2R   | 3R   | 1R   | 2R   | 1R   | 3R   | 2R   | QF   | 3R   | 1R   | 16–12    |
| 全仏オープン   | A    | A    | A    | A    | A    | 1R   | A    | 1R   | 4R   | 1R   | 1R   | 2R   | 1R   | 1R   | 2R   | 2R   | 1R   | 1R   | 6–12     |
| ウィンブルドン | A    | A    | A    | A    | 4R   | 1R   | 4R   | 2R   | 2R   | 1R   | 4R   | QF   | 3R   | 4R   | 3R   | 2R   | 1R   | 2R   | 24–14    |
| 全米オープン   | 1R   | 1R   | LQ   | 2R   | 2R   | 3R   | 2R   | 4R   | 2R   | 3R   | 2R   | 3R   | 3R   | 3R   | 2R   | 3R   | 2R   | 1R   | 25–18    |

※: 2005年全豪3回戦の不戦敗は通算成績に含まない